# Нагоски, Эмили
Эмили Нагоски (англ. Emily Nagoski, род. 1977) — американская сексолог и педагог полового просвещения. Она известна своей книгой под названием «Come as You Are» («Будь таким, каков ты есть»). Она — бывший директор отдела медицинского образования в Смит-колледже, где она вела курсы по женской сексуальности.

## Биография
Нагоски изучала психологию в Делавэрском университете, специализируясь на когнитивистике и философии. В 2006 году получила степень доктора философии и «Health Behaviour» в Университете Индианы, где она ранее получила степень магистра наук. В 1995 году она начала работать педагогом по половому просвещению в Делавэрском университете, что привело к восьмилетнему пребыванию на посту директора медицинского образования в Смит-колледже в Нортгемптоне.

### «Come as You Are»
Первой книгой Нагоски стала «Come as You Are» 2015 года, о женской сексуальности, которая длительное время была в списке бестселлеров The New York Times. В «Come as You Are» Нагоски обговаривает, среди прочего, разницу между «спонтанным» и «реагирующим» половым влечением; она считает, что только 15 процентов женщин испытывают первое. Нагоски в рамках полового возбуждения также исследует «несогласованность возбуждения». Основываясь на экспериментах по реакциям на сексуальные стимулы, она считает, что у мужчин физическое и психическое возбуждение совпадают на 50 процентов, в то время как у женщин этот показатель составляет 10 процентов.
В 2021 году вышло обновлённое издание книги, основанное на последних исследованиях и разъяснениях относительно разницы между возбуждением, удовольствием, желанием и согласием. Также книга была дополнена рабочей тетрадью The Come as You Are Workbook: A Practical Guide to the Science of Sex.

### «Burnout»
В 2019—2020 годах Нагоски и её сестра-близнец Амелия написали книгу «Burnout» («выгорание») о причинах и управлении стрессом. Обсуждение также включает структурные факторы, которые особенно влияют на женщин. Эта книга также заняла высокие места в списке бестселлеров Нью-Йорк таймс. В книге два автора сравнили относительно кратковременные последствия стресса в течение эволюции по сравнению со стрессовыми факторами современного мира; последние часто решаются не так просто. Они обговаривают формы нежности и физической активности, которые помогают завершить то, что они называют «циклом стресса».

### Другое
Нагоски пишет статьи для разных газет и журналов, включая The New York Times, и выступала на ряде конференций TED. Она давала интервью, в том числе, для Chicago Tribune, участвовала в серии документальных фильмов Netflix [Un]Well, а также в Германии, среди прочих, для Süddeutsche Zeitung и Südkurier. Обе её книги были переведены на немецкий язык.
В 2022 году она появилась в трёхсерийном документальном сериале «The Principles of Pleasure» на Netflix. Эпизоды сосредоточены на наших телах, разуме и отношениях соответственно и основаны на вопросах, касающихся женского удовольствия.